# Myiarchus sagrae
Myiarchus sagrae là một loài chim trong họ Tyrannidae.